# Prileszky
Die Familie Prileszky de Prilesz (slowakisch: Príleský z Prílesa, ungarisch: prileszi Prileszky) ist eine der ältesten adeligen Familien aus dem Komitat Trentschin (ungarisch: Trencsén, slowakisch:  Trenčín) des ehemaligen Königreich Ungarn.

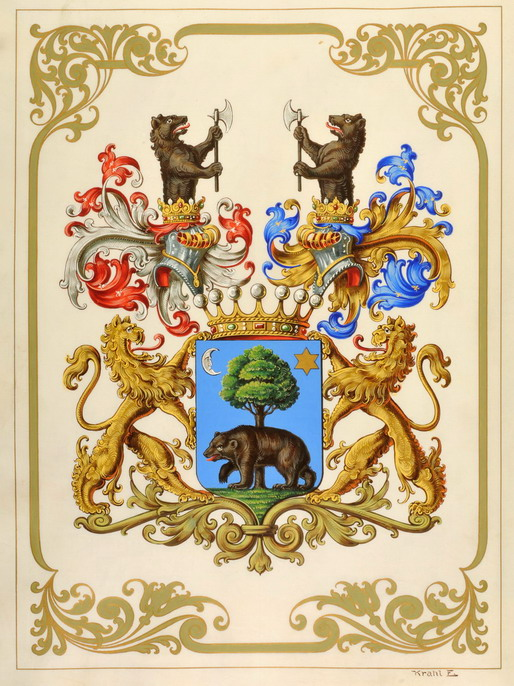
Wappen der Familie Prileszky de Prilesz (Freiherrlicher Zweig)

## Ursprung
Die Familie führt ihren Ursprung, sowie auch die Familien Divéky, Rudnay, Ujfalussy, Kosztolanyi, Bossanyi etc., auf das Genus (Stamm) Divék zurück, der ab 1226 nachweisbar ist.
Alle diese Familien führen das so genannte Bärenwappen mit geringfügigen Unterschieden in der Helmzier und den Helmdecken:
Blauer Schild, grünes Feld darauf unter dem Lebensbaum ein stehender Bär. Aus den Ecken strahlen ein silberner Halbmond und ein goldener Stern. Halbmond und Stern sind in den verschiedenen Familienwappen manchmal seitenverkehrt angeordnet.
László, der um 1430 gelebt hat, nennt sich dann nach der Ortschaft Príles (ungarisch: Prilesz, was so viel wie „nah am Wald“ bedeutet). In weiterer Folge führen sie den Namen als Prileszky de Prilesz de eadem et de genere Divék.

## Familiengeschichte (Auszug)
Die männlichen Mitglieder der Familie waren Gutsbesitzer, Juristen, hohe Beamte des Königreich Ungarn, Jesuiten sowie Domherren.
Besonders zu erwähnen sind:
János: Er war Majordomus von König Lajos II. und wurde in der Schlacht bei Mohács (1526)  von den Türken gefangen genommen.
Károly: Geboren 1756, wird 1791 Gespan des Komitates Trentschin  und 1809 Vize-Palatin (Stellvertreter des Königs) des Königreich Ungarn. In weiterer Folge wird er königlicher Rat und Ritter des Sankt Stephan Ordens. Seither hatte die Familie die ungarische Magnatenwürde inne, obwohl sie zum untitulierten Adel zählte.
Antal (geb.1834) heiratete Klementina von Schmerling (geb. 1833), eine Verwandte des Politikers und Ministerpräsidenten Anton von Schmerling. Ihre beiden Söhne Guido und Karl (geb. 1862) zogen nach Wien. Guido wurde am Ende seiner Karriere Finanzchef der Österreichischen Regierung in Bosnien-Herzegowina. Karl wurde der letzte Hofwirtschaftsdirektor von Kaiser Franz Joseph I. und beide wurden von diesem in den ungarischen Freiherrn-Stand (Baronie 1916) erhoben.
Karl hatte ein treues und enges Verhältnis zu Kaiser Franz Joseph I. und als dieser am 21. November 1916 seinen letzten Atemzug machte, waren nur drei Personen anwesend. Der Arzt Professor Ortner, der Kammerdiener Eugen Ketterl und Baron Karl Prileszky.
Von Karl stammt auch eine natürliche Linie ab, die 1942 legitimiert wurde und sich Wittels  de genere Prileszky nennt.